# ブラザー イン アームズシリーズ
『ブラザー イン アームズシリーズ』(Brothers in Arms，略称：BIA)は、実話をもとに制作された第二次世界大戦ミリタリーアクションゲームである。PlayStation 2版とXbox版(または、Xbox 360版)の開発と販売に至るまでユービーアイソフトが行っているが、パソコン版だけは開発元がGearbox Softwareであり、販売元はライブドアである。既に日本以外では以下の作品以外にもニンテンドーDS、PSPの機種でも発売している。

## シリーズ

### 本編作品
- ブラザー イン アームズ ロード トゥ ヒル サーティー （Brothers in Arms: Road to Hill 30）
- ブラザー イン アームズ 名誉の代償 （Brothers in Arms: Earned in Blood）
- ブラザー イン アームズ ヘルズハイウェイ （Brothers in Arms: Hell's Highway）

### スピンオフ作品
- ブラザー イン アームズ アワー オブ ヒーローズ （Brothers in Arms: Hour of Heroes）
- ブラザー イン アームズ 2 グローバル フロント（Brothers in Arms 2: Global Front）
- ブラザー イン アームズ 3 ソンズ・オブ・ウォー（Brothers in Arms 3: Sons of war）

### 日本発売未定タイトル
- Brothers in Arms: D-Day
- Brothers in Arms: DS
- Brothers in Arms: Art of War
- Brothers in Arms (N-Gage)
- Brothers in Arms: Double Time
- Brothers in Arms: Savage 7
- Brothers in Arms: Furious 4

## 概要
今までのFPSの中でも一人一人の兵士（登場人物）の存在に力を入れられた作品。第101空挺師団を物語にノルマンディー上陸作戦が開始される3日前の進路解放の任務から始まる。プレイヤーは地形を上手く利用しながら猛攻撃を仕掛けてくるドイツ軍を制圧して行かなければならない。敵部隊の上に赤い丸いアイコンがあり、赤い状態にある部隊は容赦なく攻撃を仕掛けてくるシステムになっている。赤い状態を無くしていくほど敵は反撃を躊躇う。

## 特徴
登場人物やステージなど全て細部において実話にこだわり、体験者の話を元に制作されているそれにデザイナーですらも本物の銃を使いながら米軍の協力のもと制作されたとされ、重圧感のある音まで再現。また、アメリカ国立公文書記録管理局に保管されている資料を細かく調査し、地形に関しては、実際にノルマンディー上陸作戦される数日前からD-DAYまでの当時の資料などを研究された。スティーヴン・スピルバーグの『バンド・オブ・ブラザーズ』を意識した作品でゲーム性としてはファーストパーソン・シューティングというよりGRAWのようなリアルタイムストラジーの要素が強い。仲間に命令を下しながらドイツ軍の拠点を制圧していくもの。世に発売されたWWⅡの中でもドラマ的な要素が強く、仲間のために血を流す戦友たちのシーンにも力を入れられている。

## 注脚
1. ↑  【4Gamer.net】 － 灰色着てるやつを見たら撃て！ブラザー イン アームズ － 週刊連載　2005/10/07 22:02